# Androcharta diversipennis
Androcharta diversipennis är en fjärilsart som beskrevs av Walker 1854. Androcharta diversipennis ingår i släktet Androcharta och familjen björnspinnare. Inga underarter finns listade i Catalogue of Life.